# 39809 Fukuchan
39809 Fukuchan este un asteroid din centura principală de asteroizi.

## Descriere
39809 Fukuchan este un asteroid din centura principală de asteroizi. A fost descoperit pe 30 noiembrie 1997 la Geisei de Tsutomu Seki. El prezintă o orbită caracterizată de o semiaxă mare de 2,23 ua, o excentricitate de 0,22 și o înclinație de 5,4° în raport cu ecliptica.